# ChemSpider

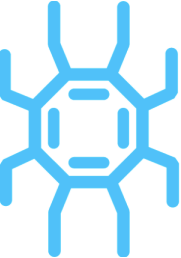
Логотип ChemSpider

ChemSpider — база даних хімічних сполук і сумішей, що належить Royal Society of Chemistry, Велика Британія.

## Вміст
База даних містить інформацію про більш ніж 65 млн унікальних молекул з більш ніж 450 джерел даних, включаючи:
- EPA DSSTox
- Food and Drug Administration (США) (FDA)
- Human Metabolome Database
- Journal of Heterocyclic Chemistry
- KEGG
- KUMGM
- LeadScope
- LipidMAPS
- Marinlit
- MDPI
- MICAD
- MLSMR
- MMDB
- MOLI
- MTDP
- Nanogen
- Nature Chemical Biology
- NCGC
- NIAID
- National Institutes of Health (NIH)
- NINDS Approved Drug Screening Program
- NIST
- NIST Chemistry WebBook
- NMMLSC
- NMRShiftDB
- PANACHE
- PCMD
- PDSP
- Peptides
- Prous Science Drugs of the Future
- QSAR
- R&D Chemicals
- San Diego Center for Chemical Genomics
- SGCOxCompounds, SGCStoCompounds
- SMID
- Specs
- Structural Genomics Consortium
- SureChem
- Synthon-Lab
- Thomson Pharma
- Total TOSLab Building-Blocks
- UM-BBD
- UPCMLD
- UsefulChem
- Web of Science
- xPharm
- ZINC

## Пошук даних
В ChemSpider надається кілька способів пошуку потрібних даних:
- Стандартний пошук — пошук здійснюється за систематичними назвами, торговими назвами і синонімами, а також реєстраційними номерами.
- Розширений пошук — надає інтерактивний пошук за хімічною структурою, хімічною підструктурою, а також за молекулярною формулою і діапазоном молекулярної маси, номером CAS і т. д.
- Пошук на мобільних пристроях може бути виконаний за допомогою безкоштовних додатків для iOS (iPhone/iPod/iPad)[11] и для Android.[12].